# Storia del pensiero economico
La storia del pensiero economico è la disciplina che si occupa dello sviluppo dell'economia politica dalle origini ai giorni nostri, con le sue varie teorie o visioni del sistema economico. In prima approssimazione, si possono individuare le seguenti fasi:
- antichità classica (soprattutto nella Grecia antica) e Medioevo;
- la formazione degli stati nazionali e la nascita dell'economia politica in senso moderno;
- la rivoluzione industriale e l'economia classica;
- l'affermazione dell'economia di mercato e l'economia neoclassica;
- la Grande depressione del 1929 e l'economia keynesiana; approfondimenti e nuove proposte;
- la stagflazione e il monetarismo;
- sviluppi recenti.

Gli storici del pensiero economico valutano in modi diversi sia le singole scuole, sia il loro succedersi. Vi è un punto di vista "cumulativo", secondo il quale si è avuto e continua un progressivo avvicinamento alla verità e, pertanto, la storia del pensiero economico deve essere «storia delle verità economiche».
Vi è anche un punto di vista "competitivo", secondo il quale l'esistenza di diverse scuole mostra che sono possibili approcci diversi allo studio dei fenomeni economici, nessuno dei quali nettamente preferibile agli altri.
Qualsiasi teoria economica, quindi, può essere criticata o perché migliorata da altre successive, o perché basata su un approccio non condiviso da altre. La sintetica esposizione che segue è ricca di riferimenti ad altre voci, alle quali si rinvia per approfondimenti e valutazioni critiche. Le varie correnti di pensiero della storia economica hanno influenzato profondamente le relative politiche economiche adottate dai vari Stati nazionali nel corso della storia moderna e contemporanea.

## Antichità e Medioevo

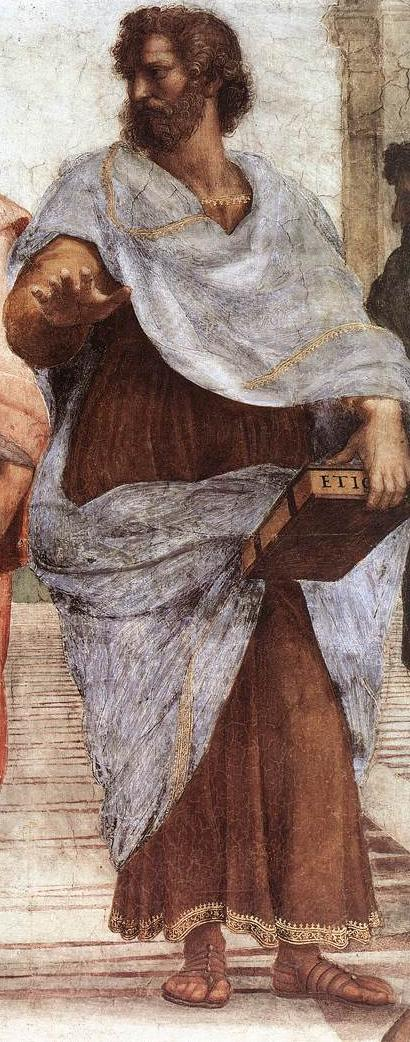
Aristotele

Il termine economia deriva dal greco οἴκος - oikos - ("casa", inteso anche come "beni di famiglia") e νόμος - nomos - (norma, legge) e denotava, in origine, le regole per la buona amministrazione della casa. Diversi autori dell'antichità trattarono comunque argomenti inerenti all'economia in senso più ampio.
Concetti di economia sono ravvisabili, ad esempio, nelle opere di Esiodo (VIII secolo a.C. – VII secolo a.C.), Teogonia e Le opere e i giorni. In Teogonia, nel racconto del Mito di Pandora, tra i mali che vengono liberati dal vaso di Pandora vi è anche la scarsità. Senza la scarsità non vi sarebbero neppure lo scambio e i prezzi. In Le opere e i giorni, con riferimento alla gestione di un'impresa agricola, compare il concetto di efficienza.

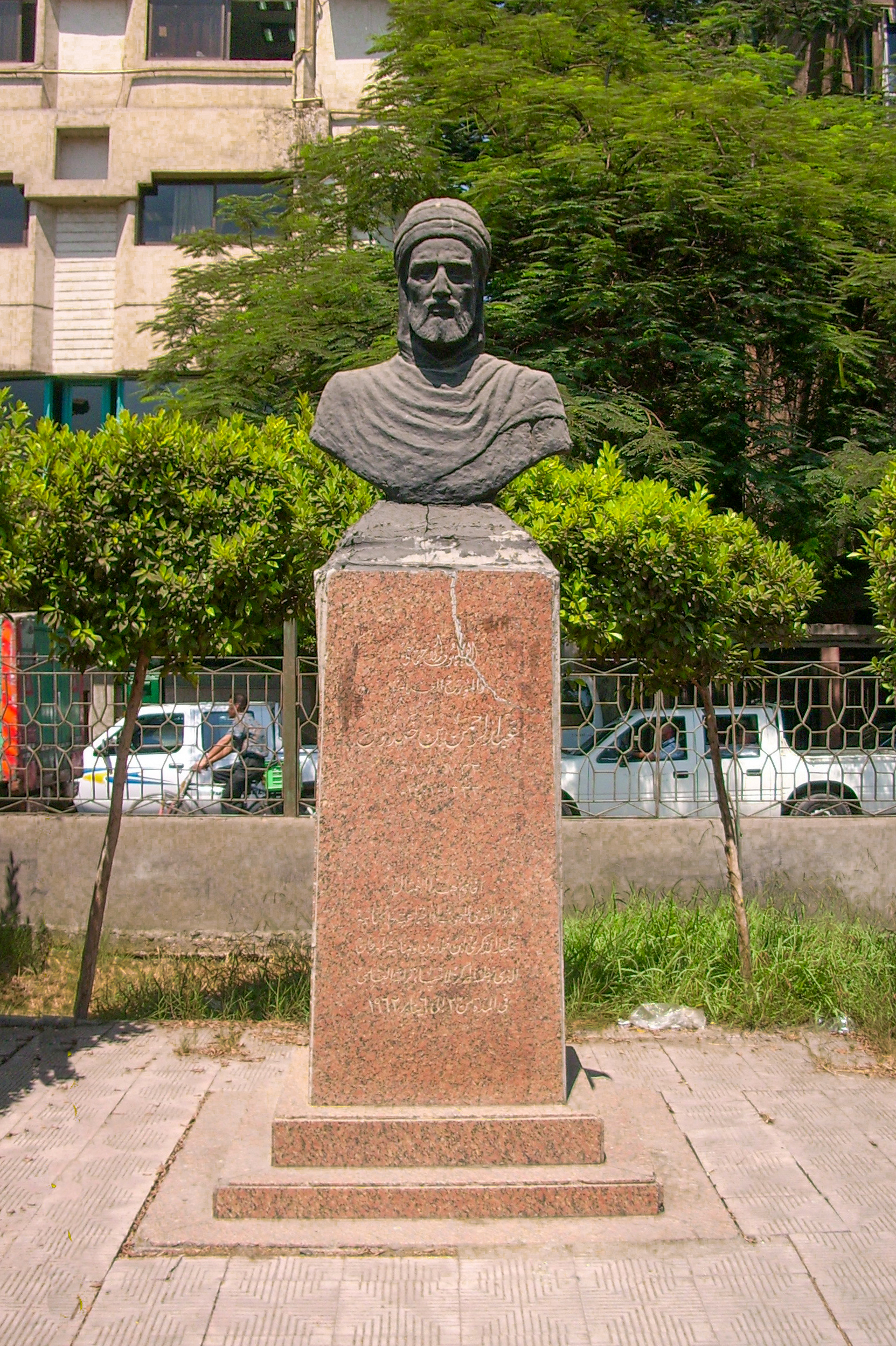
Statua in onore di Ibn Khaldun

Senofonte (430 a.C. circa – 355 a.C. circa), in contrasto con Platone (427 a.C. – 347 a.C.), nella sua opera Economico sottolinea l'importanza dell'aspetto economico, non solo con riferimento alla gestione familiare, ma estendendo tale concetto ad entità collettive quali l'esercito e lo stato. Egli aveva inoltre capito che la suddivisione del lavoro nei campi portava ad un incremento della produttività dei terreni.
Aristotele (384 a.C. - 322 a.C.) si occupò dello scambio suddividendolo in "naturale" e "non naturale", dove il primo riguardava la soddisfazione dei bisogni umani primari, e quindi fisicamente limitati, mentre il secondo aveva una funzione finanziaria e quindi carattere potenzialmente illimitato. Aristotele esprimeva un giudizio etico, considerando giusto il commercio e l'uso della moneta solo se riferiti all'ambito "naturale" della soddisfazione dei bisogni primari.

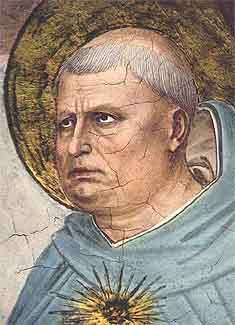
Tommaso d'Aquino

Le riflessioni di Aristotele vennero riprese dalla Scolastica, in particolar modo con Tommaso d'Aquino (1225-1274). Nel medioevo prevalse quindi il dibattito teologico su argomenti quali l'usura (i prestiti ad interesse) e la giusta ricompensa del venditore. Più tardi (XVI secolo) gli insegnamenti di Tommaso d'Aquino vennero ripresi e sviluppati dalla scuola di Salamanca.
Il protestantesimo, per parte sua, contribuì con una prima formulazione del libero scambio, più tardi compiutamente formulato in termini normativi da Hugo de Groot o Ugo Grozio (1583-1645).
Nel Medioevo anche gli arabi si occuparono di economia. In particolare, Ibn Khaldun di Tunisi (1332-1406) scrisse di teoria politica ed economica nei suoi Prolegomena, mostrando, ad esempio, come la densità della popolazione fosse collegata alla divisione del lavoro, che produceva crescita economica, causa a sua volta dell'aumento della popolazione e cioè della creazione di un circolo virtuoso. Khaldun introdusse anche il concetto oggi noto come curva di Laffer-Khaldun (ossia della funzione a forma di u rovesciata che pone in relazione il gettito fiscale con le aliquote).

## Gli albori del Pensiero economico moderno
Non è possibile indicare con esattezza quando, o ad opera di chi, nacque l'economia politica in senso moderno.

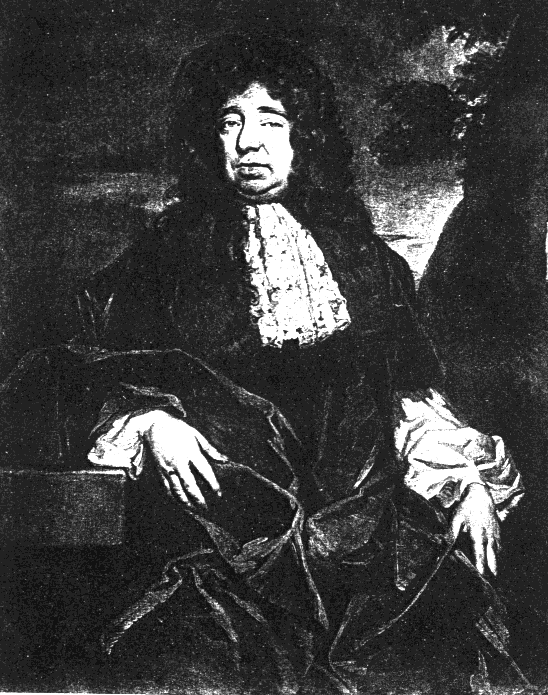
William Petty

Con la formazione degli Stati nazionali si ebbe infatti un graduale affrancamento della politica dall'etica, ben espresso da Niccolò Machiavelli (1469-1527) nella sua Opera Il Principe: non ci si chiedeva più se l'agire politico fosse "giusto", ma solo se fosse idoneo al conseguimento dell'unico fine politico, il mantenimento dello Stato. Fu questo il contesto in cui presero forma le prime riflessioni economiche in senso moderno, caratterizzate dalla ricerca della via migliore per assicurare la floridezza degli Stati.
I mercantilisti (XVI-XVIII secolo), ad esempio, sostennero che, per conseguire potere economico e politico, lo Stato doveva agire in modo da assicurarsi un saldo positivo della bilancia commerciale, incentivando le esportazioni e limitando le importazioni, in quanto ciò avrebbe provocato un aumento della disponibilità dei metalli preziosi usati nei pagamenti internazionali. Tale impostazione presupponeva una concezione della ricchezza come stock, come un "fondo" dato e immutabile (incarnato dai metalli preziosi), e che quindi la ricchezza di un Paese non potesse aumentare se non a scapito di un altro.
Contestualmente, William Petty (1623-1687) contrapponeva al metodo logico-deduttivo della Scolastica una «aritmetica politica» basata sulla misurazione quantitativa dei fenomeni rilevanti ai fini della potenza dell'Inghilterra (popolazione, produzione, prelievo fiscale, spesa pubblica).

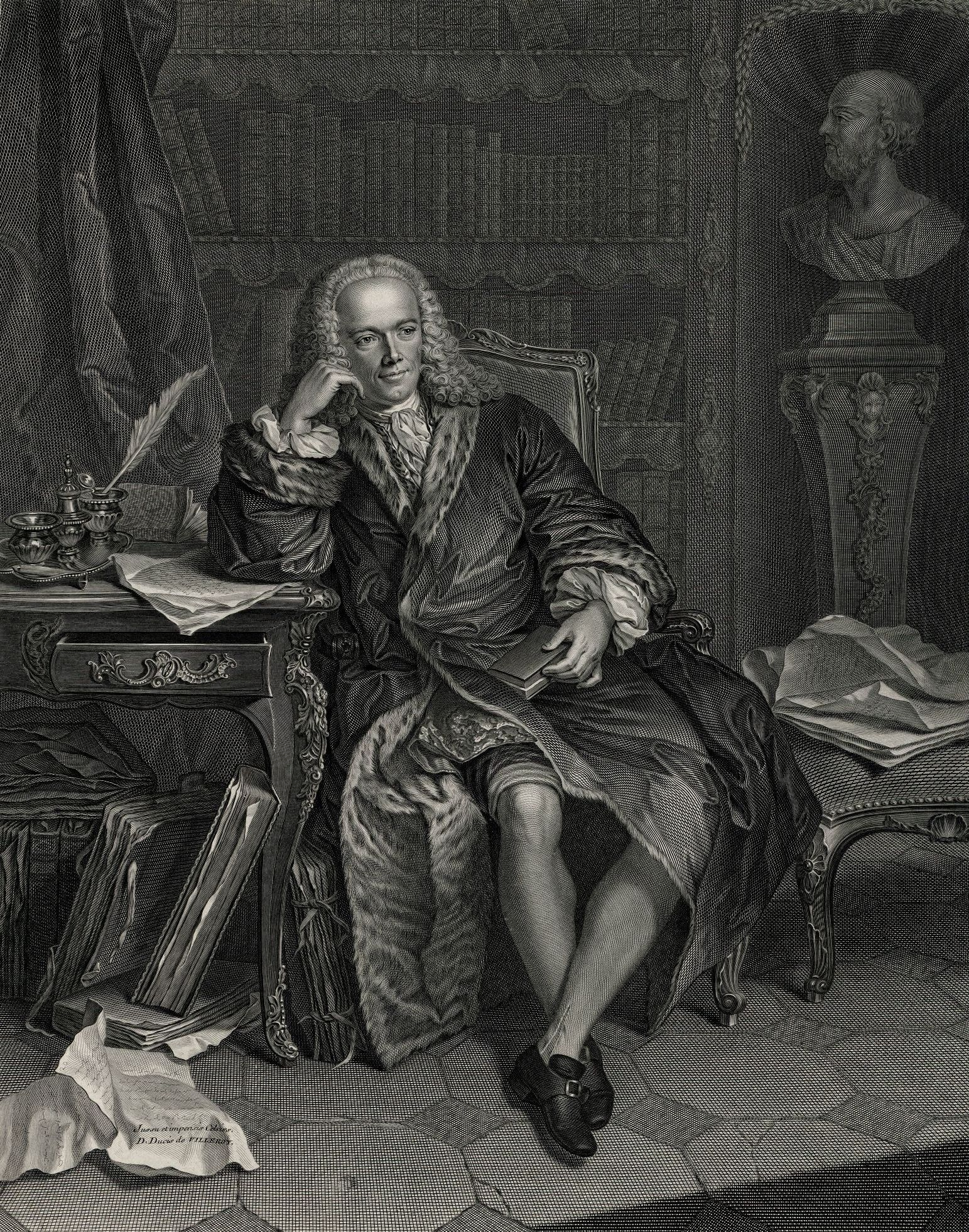
François Quesnay

Le politiche mercantiliste vennero adottate in Francia da Jean-Baptiste Colbert (1619-1683), con scarso successo. François Quesnay (1694-1774), anticipato per molti aspetti da Richard Cantillon (1680-1734), si contrappose espressamente a Colbert e richiamò l'attenzione sui rapporti tra città e campagna, tra commercio ed agricoltura; insieme ai suoi seguaci, i fisiocratici, propose che la Francia privilegiasse l'agricoltura rispetto al commercio internazionale. Ciò comportava anche l'abolizione delle pratiche protezionistiche tipiche del mercantilismo; i fisiocratici furono i primi a designare con l'espressione laissez-faire il principio cardine del liberismo.
Soprattutto, Quesnay pose al centro della riflessione economica non più una ricchezza (stock) data e immutabile, ma un reddito (flusso) in grado di aumentare la ricchezza; sosteneva, inoltre, che solo l'agricoltura (più in generale il settore primario) può dare vita ad un surplus (l'eccedenza del raccolto sulle sementi, i minerali estratti dalle miniere ecc.), mentre artigianato e commercio possono solo trasformare e trasportare alimenti, materie prime e prodotti finiti. Per illustrare le sue tesi, Quesnay costruì un Tableau économique in cui esaminava la circolazione del surplus (detto «prodotto netto») fra tre classi sociali (la classe dei proprietari terrieri, la classe degli addetti al settore primario, detta «produttiva», la classe di artigiani, commercianti e altri prestatori di servizi, detta «sterile») che costituì il primo modello di sistema economico ed ha poi ispirato gli schemi di riproduzione di Karl Marx e le tavole input-output di Wassily Leontief.

## L'economia politica classica
Con Adam Smith iniziò l'economia classica. In Smith, come poi in Ricardo, rimaneva dominante il tema della prosperità dello Stato, con particolare attenzione alla politica fiscale: il libro V della Indagine sulla natura e le cause della ricchezza delle nazioni (1776), di Smith è dedicato al «reddito del sovrano o della repubblica» e si articola in tre capitoli sulle spese, le loro fonti (imposte e tasse) e i debiti pubblici; l'opera principale di Ricardo si intitola Principi di economia politica e dell'imposta (1817). L'analisi economica, inoltre, si basava sull'esame degli interessi e del comportamento di tre classi sociali: i proprietari terrieri, i capitalisti (o imprenditori) ed i lavoratori.

### Adam Smith

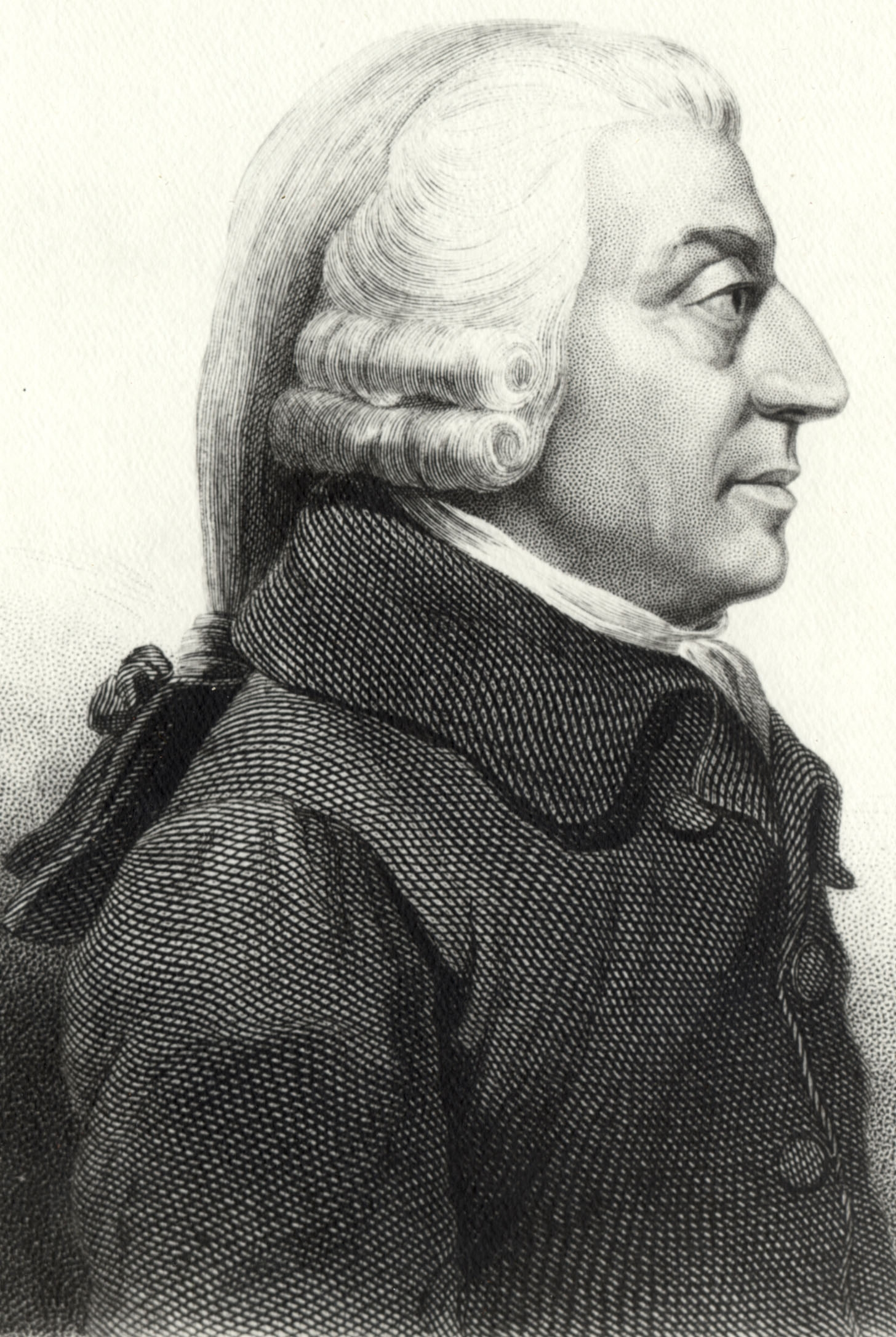
Adam Smith

Adam Smith (1723-1790) completò la svolta inaugurata da Quesnay (dalla ricchezza al reddito di una nazione) ponendo fin dall'inizio al centro dell'attenzione il reddito procapite, che faceva dipendere sia dalla produttività del lavoro, sia dalla quota dei lavoratori produttivi sul totale della popolazione. Per Smith era produttivo il lavoro che produce beni, non erano produttivi il commercio e gli altri servizi. Differenziandosi da Quesnay, affermò che anche la trasformazione di materie prime produce un surplus, in quanto crea «valori d'uso» prima inesistenti. Cercò inoltre di determinare il «valore di scambio» (il prezzo) di un bene sulla base del tempo di lavoro necessario a produrlo; ciò sia nel senso più immediato («lavoro contenuto»), sia in un senso meno diretto (il valore di un bene pari al «lavoro comandato», cioè al tempo di lavoro richiesto per produrre altri beni con cui esso può essere scambiato).
Smith, inoltre, seguì e sviluppò le tesi di Quesnay in materia di libero commercio; non solo criticò, come lui, le posizioni mercantiliste, ma sostenne che il singolo, perseguendo liberamente il proprio personale interesse, opera in modo utile all'intera società come se fosse indotto a ciò da una «mano invisibile». Pur affermando la necessità di un intervento dello Stato in alcuni settori, quali l'istruzione primaria, sostenne che, in generale, è preferibile la ricerca privata dell'interesse personale a regolamentazioni quali premi alle esportazioni o restrizioni alle importazioni.

### Ricardo, Malthus e Say

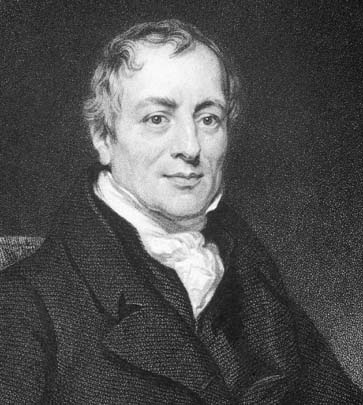
David Ricardo

In un'epoca caratterizzata sia dal pieno affermarsi della rivoluzione industriale, sia dalla scarsità e dal conseguente alto prezzo del grano indotti dalle guerre napoleoniche, Ricardo sosteneva che la necessità di produrre grano utilizzando terre via via meno fertili ne avrebbe aumentato il prezzo e, con ciò, i salari a detrimento dei profitti. All'epoca, infatti, i salari assicuravano solo la semplice sussistenza dei lavoratori e non potevano quindi scendere sotto un livello minimo, determinato in buona parte (circa metà, secondo i calcoli di Ricardo) dal prezzo del grano.
Quando Ricardo scriveva, vigevano leggi che impedivano la libera importazione di grano e ne tenevano alto il prezzo; emanate in tempo di guerra, rimasero poi in vigore su pressione dei proprietari terrieri. Ricardo sosteneva che l'abolizione di tali leggi (abrogate poi nel 1846) avrebbe consentito di contenere la quota dei salari sul surplus a vantaggio dei profitti e, quindi, dello sviluppo economico. Per sostenere la necessità del provvedimento, sottolineò che l'ammontare dei profitti può aumentare solo se diminuiscono il prezzo del grano e, con esso, i salari, non in altro modo, in particolare non grazie al commercio internazionale; sviluppò a tale riguardo la teoria dei vantaggi comparati, che trova ancora oggi posto nei manuali di economia internazionale.
Thomas Robert Malthus (1766-1834), contemporaneo di Ricardo, contribuì per aspetti importanti allo sviluppo del suo pensiero (teoria della rendita differenziale, teoria del valore-lavoro). Malthus è comunque ricordato soprattutto per la sua teoria secondo la quale l'aumento della popolazione avrebbe vanificato qualsiasi tentativo di aumentare il reddito procapite.
Nello stesso periodo, Jean-Baptiste Say (1767-1832) formulò la legge che reca il suo nome, detta anche legge degli sbocchi, e che venne ampiamente discussa da economisti successivi, secondo la quale l'offerta crea sempre la propria domanda e, pertanto, non sono possibili crisi di sovrapproduzione.

### Karl Marx

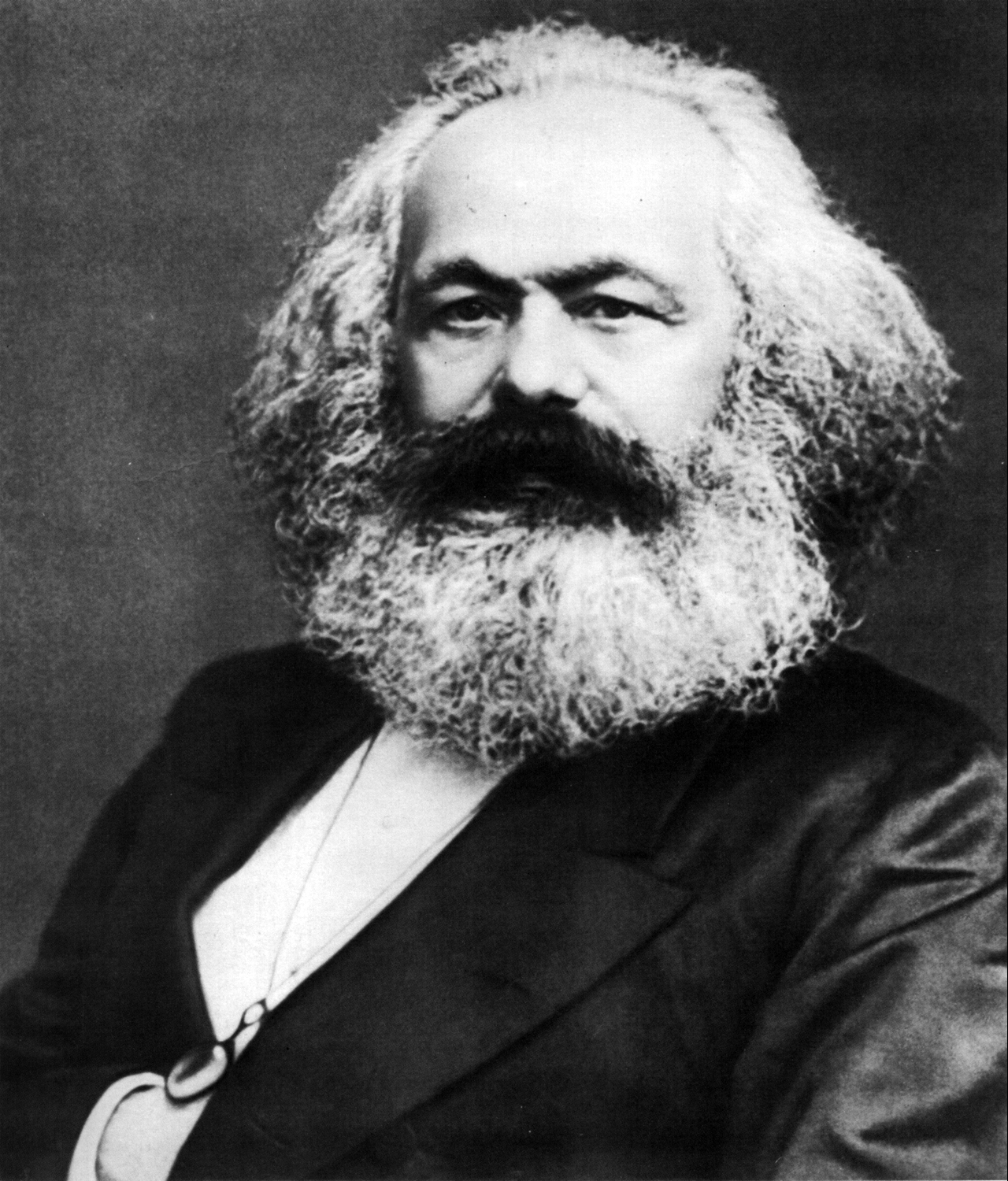
Karl Marx

Karl Marx (1818-1883) rielaborò le tesi di Smith e di Ricardo, sostenendo che il valore di scambio delle merci dipende dal tempo di lavoro necessario alla loro produzione e che è merce anche la «forza lavoro», remunerata col salario. Il capitalista, secondo Marx, impiega «capitale costante» e «capitale variabile». Il primo è costituito dai mezzi di produzione (impianti, macchinari, materie prime ecc.) e si limita a trasferire il proprio valore nel prodotto finito; il secondo è costituito dal lavoro umano, che genera valore. Ma il lavoratore, secondo Marx, è occupato per un tempo di lavoro superiore a quello necessario per riprodurre il valore dei beni necessari alla sua sussistenza; il capitalista si appropria del tempo di lavoro eccedente, del «pluslavoro», da cui ricava un plusvalore che è all'origine del profitto. In ciò, secondo Marx, consiste lo sfruttamento dei lavoratori da parte dei capitalisti.
Al tempo stesso, Marx sosteneva che i continui investimenti in capitale costante (impianti e macchinari), diminuendo la quota del lavoro sul capitale complessivamente impiegato, avrebbero determinato sia una sempre maggiore concentrazione industriale, sia una riduzione del capitale variabile, quindi della base stessa dei profitti. Da ciò dedusse una legge della «caduta tendenziale del saggio di profitto». La concentrazione industriale, inoltre, avrebbe favorito l'organizzazione dei lavoratori come classe, al punto da consentire loro di appropriarsi dei mezzi di produzione e di dar vita ad un nuovo sistema economico, il comunismo.

## La rivoluzione marginalista
Negli anni 1871-1874 vennero pubblicate le opere di tre economisti (Carl Menger, William Stanley Jevons e Léon Walras) che cambiarono radicalmente il corso della teoria economica.
L'attenzione si spostò dalle classi sociali al singolo individuo (cosiddetto «individualismo metodologico»), alla soddisfazione dei suoi bisogni procurata da beni che posseggono un valore in quanto sia utili che scarsi. Concetto cardine della nuova impostazione, detta marginalismo, è l'andamento decrescente di tale soddisfazione all'aumentare della quantità consumata. Il prezzo di un bene non viene più ricondotto al suo costo di produzione, ma alla disponibilità dei singoli a pagare per ottenerlo, una disponibilità che diminuisce all'aumentare del consumo.

### Walras e Pareto

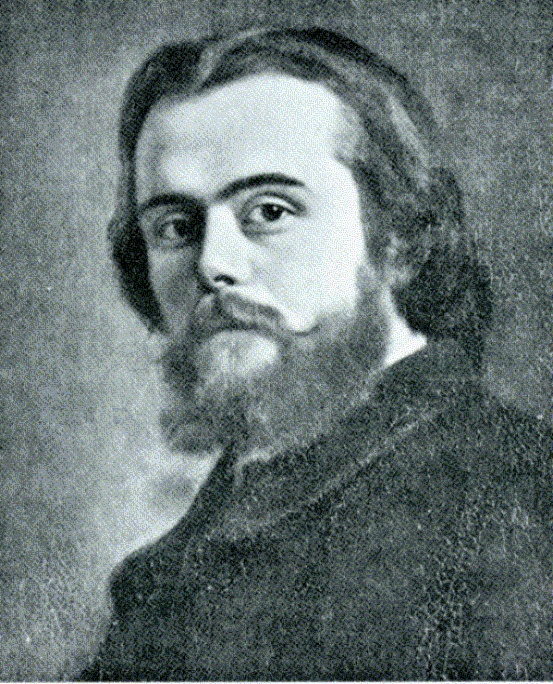
Léon Walras

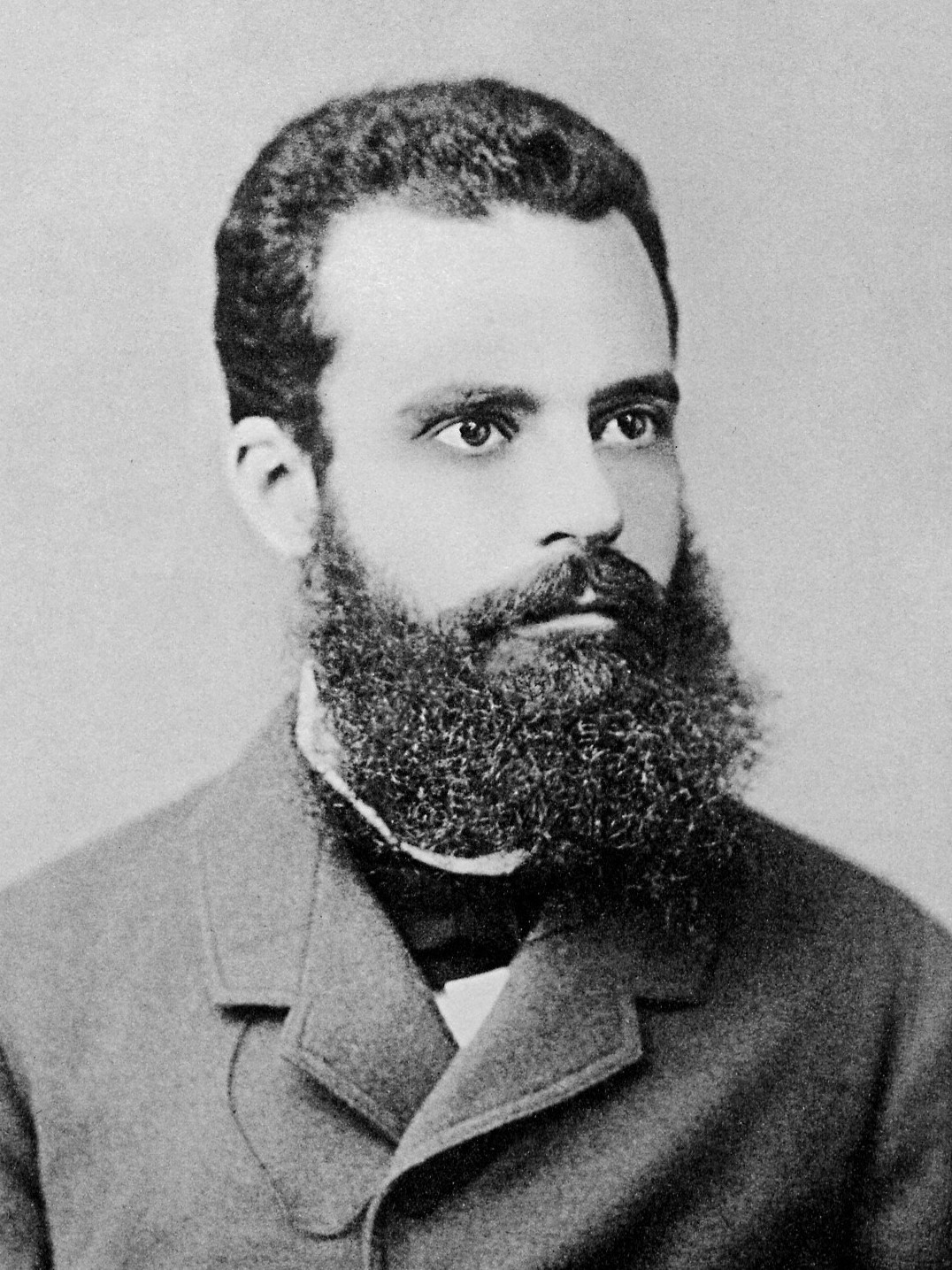
Vilfredo Pareto

Léon Walras (1834-1910) si propose di descrivere il meccanismo di formazione dei prezzi mediante un sistema di equazioni che esprimessero l'incontro di domanda e offerta in un sistema economico nel suo complesso. Individuò a tale scopo:
- n equazioni di offerta complessiva di «servizi produttivi» (terra, lavoro, capitale), ognuna dipendente dai prezzi sia dei servizi produttivi che dei beni di consumo;
- m equazioni di domanda complessiva per i beni finiti, anch'esse dipendenti dai prezzi dei servizi produttivi e dei beni finali;
- n equazioni in cui la quantità di ciascun servizio produttivo utilizzato nella produzione dei diversi beni viene posta uguale all'offerta totale di quel servizio;
- m equazioni in cui il prezzo di ciascun bene viene posto uguale alla somma dei costi dei servizi produttivi impiegati.

In totale, 2m+2n equazioni, che si riducono tuttavia a 2m+2n-1 equazioni indipendenti, in quanto la legge di Walras consente di esprimere i prezzi in termini del prezzo di un unico bene, posto pari a 1 (i prezzi, cioè, sono prezzi relativi), quindi di eliminare una delle equazioni.
Le incognite sono anch'esse 2m+2n-1: m quantità di servizi produttivi offerti, n quantità di beni finali domandati, n prezzi dei servizi produttivi, m-1 prezzi dei beni finali. Sulla base di tale uguaglianza, Walras sostenne che il suo sistema di equazioni è compatibile e determinato, ovvero che è possibile una situazione di equilibrio espressa da prezzi determinati dall'uguaglianza tra domanda e offerta dei beni e dei servizi produttivi.
Vilfredo Pareto (1848-1923) proseguì l'opera di Walras, aggiungendovi una nuova definizione di benessere. Prima di lui prevaleva la definizione di Jeremy Bentham, che si basava sulla somma dei benesseri individuali, ben difficilmente misurabili. Pareto definì invece «ottima», quindi desiderabile, la situazione in cui è impossibile che un individuo stia meglio senza che un altro stia peggio, dimostrando che essa è conseguibile solo in regime di libera concorrenza.

### Marshall e Pigou

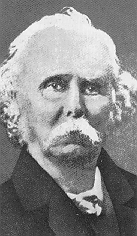
Alfred Marshall

Il lavoro di Walras e di Pareto non ricevette, inizialmente, grande attenzione. Tra la fine del XIX secolo e i primi decenni del XX secolo risultò invece dominante l'insegnamento di Alfred Marshall (1842-1924), che applicò sistematicamente i principi del marginalismo sia alla teoria del consumatore, sia a quella dell'impresa, preferendo la statica comparata (confronto tra diverse situazioni di equilibrio) e l'analisi degli equilibri parziali (domanda e offerta di un singolo bene) alla teoria dell'equilibrio economico generale.
Definì i surplus del consumatore e del produttore; dette inizio ad uno studio dell'equilibrio dell'impresa che, attraverso suoi seguaci quali Arthur Cecil Pigou (1877-1959) e Jacob Viner (1892-1970), assunse a fondamento l'ipotesi delle curve a U dei costi medio e marginale; sottolineò l'importanza delle esternalità. Pigou, inoltre, riformulò l'economia del benessere nei termini del surplus del consumatore, mostrando che esso è massimo in concorrenza perfetta; previde peraltro apposite imposte (dette pigouviane) per correggere le esternalità negative.
Per il primo terzo del XX secolo furono Marshall e Pigou, più che Walras e Pareto, gli autori di riferimento di una scuola di pensiero che, per distinguerla dall'economia classica, venne definita neoclassica.
Va ricordata, per quanto seguì, la teoria di Pigou sulla disoccupazione: egli sosteneva che in presenza di disoccupazione e di un basso livello di prezzi e salari, si sarebbe avuto un aumento del valore delle scorte monetarie (grazie al minor prezzo dei beni), quindi un aumento della ricchezza ed una ripresa dei consumi, fino a riassorbire la disoccupazione (cosiddetto "effetto Pigou", o "effetto ricchezza reale").

### La scuola austriaca
Carl Menger (1840-1921), per quanto iniziatore del marginalismo, privilegiò l'aspetto soggettivo (secondo cui il valore di un bene dipende dalla sua capacità di soddisfare un bisogno) al punto da rifiutare l'approccio matematico di Walras e di Marshall; secondo Menger l'approccio matematico era errato in quanto "I dati che gli economisti studiano - gli esseri umani - hanno scopi individuali e quindi renderanno la realtà complessa e non precisa. Tutte le scienze hanno gradi di precisione".
L'approccio matematico, adatto a descrivere fenomeni fisici e chimici, ipotizza agenti economici che seguano regole fisse invece di perseguire scopi individuali. Questo approccio non permette di distinguere tra causa ed effetto (le equazioni sono atemporali) e nega la componente temporale dell'azione umana/economica e quindi l'importanza dell'incertezza e della conoscenza nell'azione economica. Fra i suoi collaboratori e seguaci vanno ricordati Friedrich von Wieser (1851-1926, il primo ad utilizzare l'espressione «utilità marginale») e Eugen von Böhm-Bawerk (1851-1914; a lui si deve, tra l'altro, un'originale teoria dell'interesse). Con essi nacque la cosiddetta scuola austriaca, di cui furono poi esponenti anche Ludwig von Mises (1881-1973) e Friedrich von Hayek (1899-1992).
Tra gli allievi di Böhm-Bawerk non appartenenti alla Scuola Austriaca, vanno ricordati: lo svedese Knut Wicksell e Joseph Schumpeter. Knut Wicksell (1851-1926), detto l'"Economista degli Economisti", che fondò la scuola di Stoccolma; influenzò fortemente il pensiero di John Maynard Keynes e dei premi Nobel Friedrich von Hayek, Gunnar Myrdal, Bertil Ohlin, James M. Buchanan. Joseph Schumpeter (1883-1950), a sua volta maestro di Paul Samuelson ( 1915-2009), Paul Sweezy (1910-2004), Paolo Sylos Labini (1920-2005). Schumpeter ha proposto una teoria dello sviluppo economico basata sulle innovazioni introdotte dagli imprenditori ed ha scritto una fondamentale Storia dell'analisi economica.

## La rivoluzione keynesiana

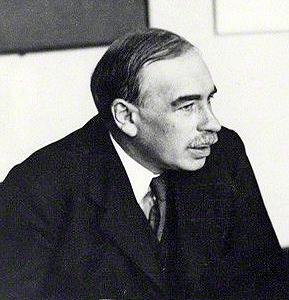
John Maynard Keynes

La Grande depressione del 1929 pose a dura prova la teoria economica neoclassica, in quanto il suo perdurare sembrava smentire la capacità di un'economia di mercato di ritrovare un equilibrio di piena occupazione delle risorse e di benessere.
John Maynard Keynes (1883-1946), padre della macroeconomia, che ha dominato il pensiero economico dagli anni '30 agli anni '60 del XX secolo, propose una sostanziale deviazione dalla scuola neoclassica.
In una prima fase (fino alla crisi del 1929), affrontò il problema dell'incertezza, distinguendo tra eventi per i quali è possibile esprimere un giudizio probabilistico («probabilità conosciuta») e eventi per i quali ciò non è possibile («probabilità sconosciuta»);; considerò il rischio insito nell'attività imprenditoriale come elemento essenziale dell'instabilità monetaria e rifiutò la prospettiva di equilibrio automatico, nel lungo periodo, della teoria neoclassica, obiettando che «nel lungo periodo siamo tutti morti»; criticò il socialismo, ma considerò il liberismo una risposta insufficiente.
In una seconda fase (fino alla seconda guerra mondiale), argomentò che la crisi del 1929 era dovuta al fatto che la domanda aggregata risente di vari fattori tra i quali non esiste un meccanismo di equilibrio automatico: la propensione marginale al consumo, dipendente dal livello del reddito, gli investimenti, dipendenti sia dal tasso di interesse che dalle aspettative degli imprenditori, il livello del tasso di interesse, fortemente influenzato dalla preferenza per la liquidità. Sostenne quindi che, in un'economia funestata da una debole domanda aggregata, il settore pubblico ha la possibilità di incrementare la domanda aggregata tramite la spesa pubblica per l'acquisto di beni e servizi, rendendo così possibile un aumento dell'occupazione. La sua opera principale, la Teoria generale dell'occupazione, dell'interesse e della moneta (1936), pose i grandi aggregati economici (consumo, risparmio, investimenti ecc.) al centro dell'analisi economica, dando vita ad una disciplina detta "macroeconomia" per distinguerla dall'approccio individualista dell'economia neoclassica ("microeconomia").
Dopo la seconda guerra mondiale, infine, partecipò passivamente alla definizione di un nuovo assetto economico internazionale, anche guidando la delegazione inglese nella conferenza di Bretton Woods.

## Gli anni dell'alta teoria
Nei decenni centrali del XX secolo si ebbero anche sia approfondimenti notevoli dell'economia neoclassica, sia la proposta di approcci alternativi che andavano oltre le critiche di Keynes.

### La teoria dell'equilibrio economico generale

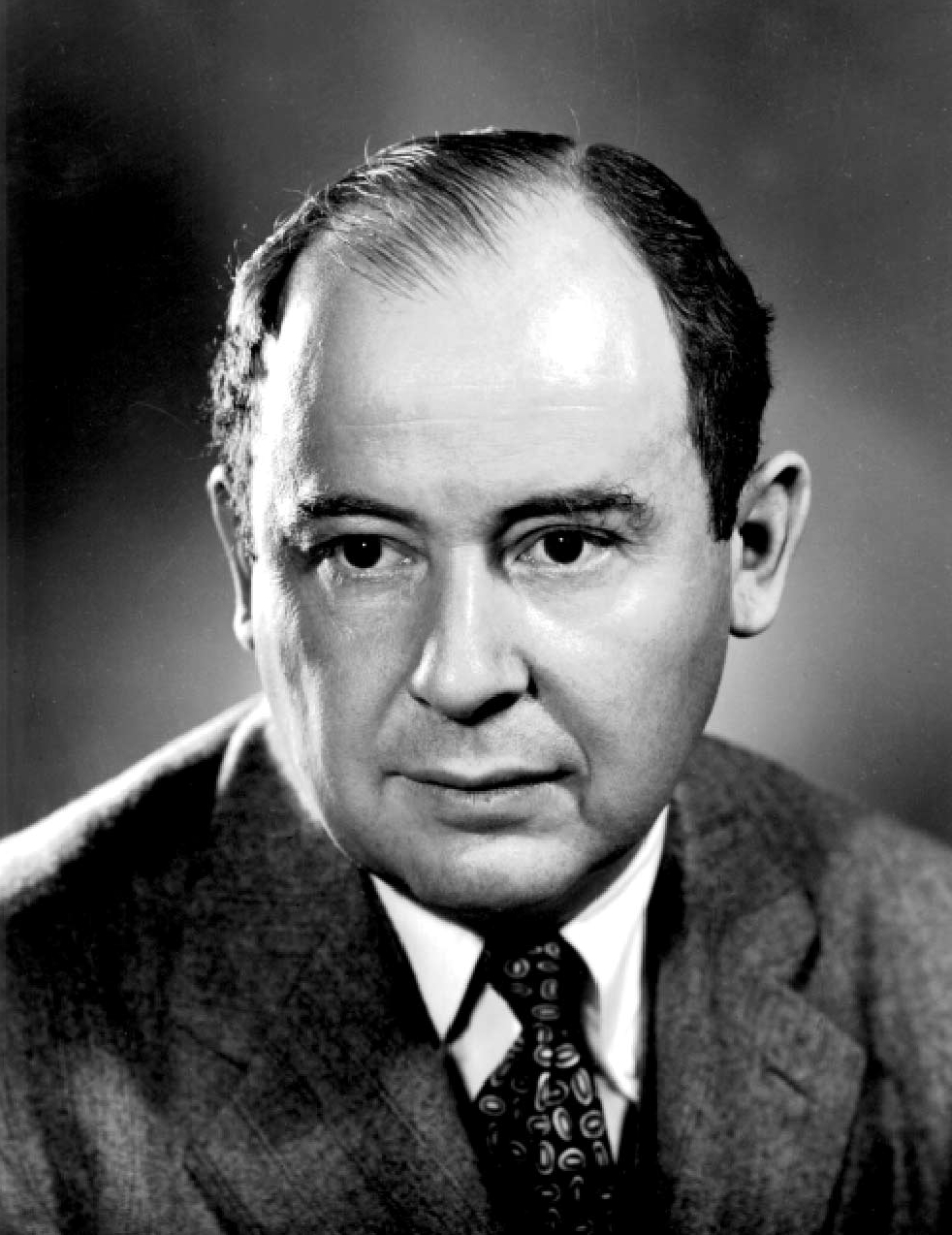
John von Neumann

La teoria di Walras sull'equilibrio economico generale venne ripresa negli anni '30 dal Mathematisches Kolloquium, un seminario periodico organizzato dal matematico Karl Menger (figlio di Carl). Si considerò che l'uguaglianza tra numero delle equazioni e numero delle incognite non è sufficiente, come invece riteneva Walras, a garantire l'esistenza di soluzioni economicamente significative, in quanto potrebbero risultare quantità o prezzi nulli o negativi. Si avviò quindi un intenso lavoro di ricerca finalizzato a dimostrare in primo luogo l'esistenza di soluzioni. Ai lavori iniziali di Abraham Wald (1902-1950), John von Neumann (1903-1957) e Oskar Morgenstern (1902-1977), seguirono poi i contributi di altri, soprattutto John Hicks (1904-1989), Kenneth Arrow (1921-2017) e Gérard Debreu (1921-2004).
Una volta dimostrata l'esistenza, sotto alcune condizioni, si trattò di dimostrare anche l'unicità e la stabilità della soluzione, essenziali per le analisi di statica comparata. Il compito si è rivelato più arduo, al punto che alcuni ritengono che si sia dimostrato piuttosto che l'equilibrio è instabile e che vi sono molteplici equilibri. Si tratta di un argomento ancora dibattuto.

### La teoria delle forme di mercato

Piero Sraffa

Nel 1933 Joan Robinson (1903-1983), sviluppando alcune considerazioni contenute in un articolo di Piero Sraffa (1898-1983) del 1926, enunciò una teoria della «concorrenza imperfetta»; nello stesso anno, Edward Chamberlin (1899-1967) propose una teoria della «concorrenza monopolistica». Entrambi gli autori, pur se in modo diverso, considerarono il caso di imprese che si confrontino ognuna con curve di domanda decrescenti, come avviene nel monopolio. In particolare, Chamberlin sosteneva che le imprese non operano, in realtà, in un mercato perfettamente concorrenziale, ma, come se fossero "piccoli monopoli", possono imporre il prezzo ciascuna in un proprio mercato, grazie alla differenziazione di prodotto ed alla pubblicità. Nasceva così una teoria dei mercati che non sono né di concorrenza perfetta né di monopolio.
Pochi anni dopo, nel 1939, venne pubblicata una ricerca condotta dal gruppo di economisti di Oxford sul comportamento delle imprese. Da essa risultava che le imprese non cercano di massimizzare i profitti come supposto dalla teoria marginalista, tenendo conto di un prezzo dato e del costo marginale, ma usano fissare il prezzo aggiungendo al costo variabile una percentuale tale da coprire il costo fisso e da garantire un profitto (cosiddetto principio del costo pieno). Successivamente sono state formulate diverse teorie che tenessero conto di tali risultati; da un lato una teoria dell'oligopolio (Joe Bain, Paolo Sylos Labini), dall'altro teorie manageriali e comportamentistiche dell'impresa (William Baumol, Robin Marris, Herbert Simon).

### La controversia sul capitale

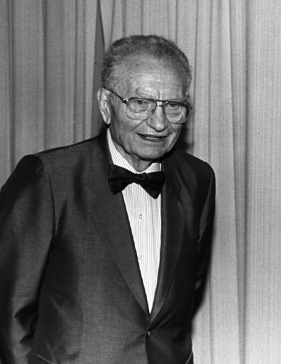
Paul Samuelson

Secondo la teoria neoclassica, i fattori produttivi (lavoro e capitale) vengono remunerati secondo la loro produttività marginale: il salario è posto uguale alla produttività marginale del lavoro, il saggio del profitto uguale a quella del capitale. Inoltre, se aumenta il costo di un fattore, gli viene preferito l'altro; quindi, se aumentano i salari si ha meno impiego del fattore lavoro (meno occupazione) e maggior impiego di capitale.
Joan Robinson e Piero Sraffa osservarono che risulta arduo misurare il capitale come base di calcolo per il saggio del profitto e che esso, in quanto aggregato di merci eterogenee, può essere misurato solo nel suo valore monetario, ma ciò richiede che sia noto il saggio del profitto. Nel suo Produzione di merci a mezzo di merci, inoltre, Sraffa aveva mostrato che sono possibili situazioni in cui l'aumento del salario comporta maggiore impiego di lavoro invece che di capitale (cosiddetto "ritorno delle tecniche").
Ne nacque una vivace controversia tra le due Cambridge, ovvero tra la Cambridge inglese (Robinson e Sraffa, poi Pierangelo Garegnani e Luigi Pasinetti) e la Cambridge americana (Paul Samuelson e Robert Solow). Vi fu una sorta di "vittoria anglo-italiana" sul piano teorico, a cui i neoclassici reagirono sia costruendo modelli in cui il capitale è un unico bene omogeneo (Samuelson), sia proponendo modelli di equilibrio in cui compare espressamente la moneta (Frank Hahn).

## La controrivoluzione monetarista
In passato i periodi di stagnazione o di recessione erano accompagnati da riduzioni del livello generale dei prezzi. A partire dalla fine degli anni '60, tuttavia, inflazione e stagnazione iniziarono a presentarsi congiuntamente, una novità tale che per essa fu coniato il termine stagflazione. Il nuovo scenario si concretizzò mentre si stavano consolidando alcuni risultati della teoria economica precedente, anche keynesiana, ma dette vita a proposte di diverso segno.

### La sintesi neoclassica

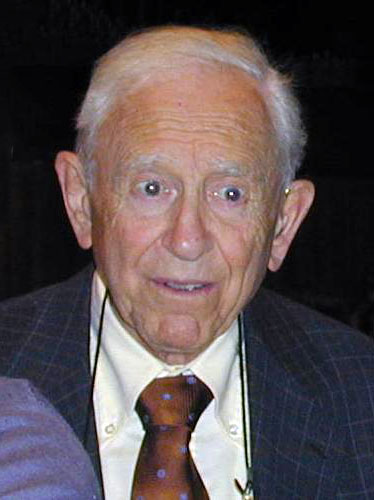
Franco Modigliani

Fin dagli anni '30 si era cercato di reinterpretare la teoria keynesiana nei termini della teoria neoclassica. Già nel 1937, John Hicks aveva proposto un modello, divenuto poi noto come modello IS-LM, in cui individuava un meccanismo di equilibrio simultaneo dei mercati dei beni e della moneta. Si astraeva dalle aspettative degli imprenditori (gli investimenti venivano visti come funzione solo del tasso d'interesse) e la teoria keynesiana diveniva solo un'eccezione, riservata al caso di "trappola della liquidità" (tasso d'interesse così basso che nessuno presta denaro).
Successivamente Franco Modigliani (1918-2003) estese il modello aggiungendovi il mercato del lavoro. Nel suo modello l'equilibrio macroeconomico può essere raggiunto con qualsiasi livello dell'occupazione e, come nella tradizione neoclassica, esiste un livello dell'occupazione per ogni livello del salario. Ne seguiva che l'intervento pubblico in economia si giustifica solo per smorzare oscillazioni di breve periodo.
In tal modo si riconduceva Keynes nell'alveo neoclassico, secondo un approccio denominato "sintesi neoclassica".

### Milton Friedman e la scuola di Chicago

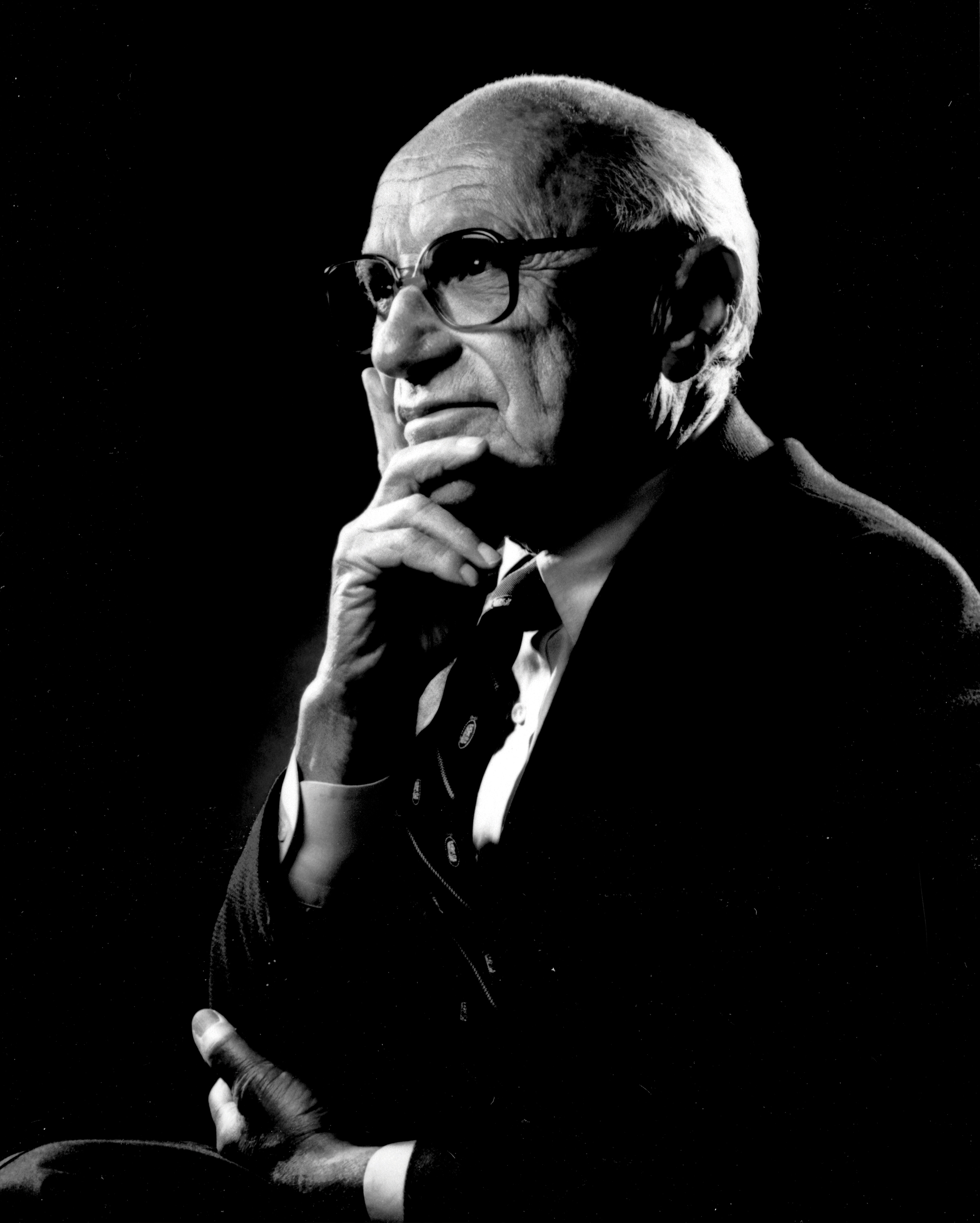
Milton Friedman

Milton Friedman (1912-2006) fu più radicale. Secondo la teoria neoclassica i prezzi sono solo prezzi relativi, mentre il livello generale dei prezzi dipende dalla quantità di moneta (teoria quantitativa della moneta). Friedman ha sviluppato tale tesi, sostenendo che un aumento dell'offerta di moneta può influire sul reddito e sull'occupazione solo nel breve periodo, mentre nel lungo il livello di equilibrio del reddito dipende da fattori reali (risorse disponibili, tecnologia, preferenze ecc.) e un aumento della quantità di moneta può produrre solo inflazione.
Ha poi aggiunto che, in ogni caso, gli interventi di politica monetaria e fiscale volti a sostenere la domanda aggregata sono inefficaci, e rischiano di rivelarsi controproducenti, in quanto soggetti nella pratica a ritardi e incertezze nella valutazione della situazione, nel passaggio da tale valutazione alla scelta degli interventi, nell'attuazione degli interventi e nel dispiegarsi dei loro effetti. Da tutto ciò seguiva che le autorità dovrebbero solo far crescere l'offerta di moneta al ritmo richiesto dalla crescita economica reale, lasciando al mercato gli aggiustamenti di breve periodo.
L'insegnamento di Friedman a partire dagli anni '50 ha implementato una vera e propria scuola, la Chicago School of Economics, con esponenti come George Stigler, che ha esercitato notevole influenza dagli anni '70.

### La nuova macroeconomia classica
Robert Lucas (n. 1937), prima studente poi docente a Chicago, è andato ancora oltre, affermando che i soggetti economici sono guidati da aspettative sostanzialmente uguali alle previsioni ricavabili dalla teoria economica. Da ciò segue che le misure di politica economica sono inefficaci, in quanto i singoli ne scontano in anticipo gli effetti; ad esempio, una spesa pubblica in disavanzo (non finanziata mediante un aumento delle imposte) viene vanificata da una riduzione dei consumi, attuata per accantonare i risparmi necessari a pagare le imposte che prima o poi verranno richieste. Lucas, Prescott (n. 1940) ed altri hanno dato vita ad una scuola detta nuova macroeconomia classica.
Da tale impostazione Arthur Laffer (n. 1940) ha dedotto che sono ammissibili solo politiche dell'offerta (supply-side economics), tese a ridurre gli ostacoli al libero funzionamento del mercato.

## Il presente

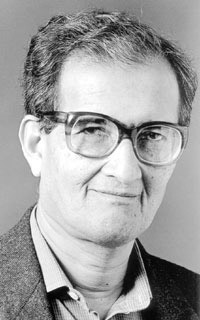
Amartya Sen

La teoria neoclassica recava in sé una teoria del benessere che, a partire dal 1951, è stata sottoposta ad una profonda revisione. La diffusione delle teorie keynesiane e l'aumento del ruolo dello Stato in economia portavano con sé il problema della scelta, da parte dell'intera collettività, tra diverse alternative di impiego delle risorse. In quell'anno Kenneth Arrow pubblicò il libro Social Choice and Individual Values, in cui dimostrava che non esiste alcuna funzione di scelta sociale in grado di soddisfare un insieme di criteri di coerenza e moralità (Teorema dell'impossibilità di Arrow). Amartya Sen (n. 1933), prendendo spunto da tali conclusioni, ha dimostrato l'impossibilità del liberismo paretiano.
Dalla sintesi neoclassica è invece scaturita una "nuova economia keynesiana", che cerca di individuare le cause microeconomiche delle rigidità che, a livello macro, determinano i cosiddetti fallimenti del mercato, disoccupazione compresa. Principale esponente è Joseph Stiglitz (n. 1943), cui si deve la teoria delle asimmetrie informative.
Sono forse questi gli aspetti più interessanti, o almeno più noti, degli sviluppi recenti della teoria economica. Accanto ad essi potrebbero esserne ricordati altri (neoistituzionalismo, scuola neo-austriaca, teorie del disequilibrio ecc.) che, tuttavia, appartengono più allo studio dell'economia nel suo stato attuale che a quello del suo passato.